# Vladimir Štimac

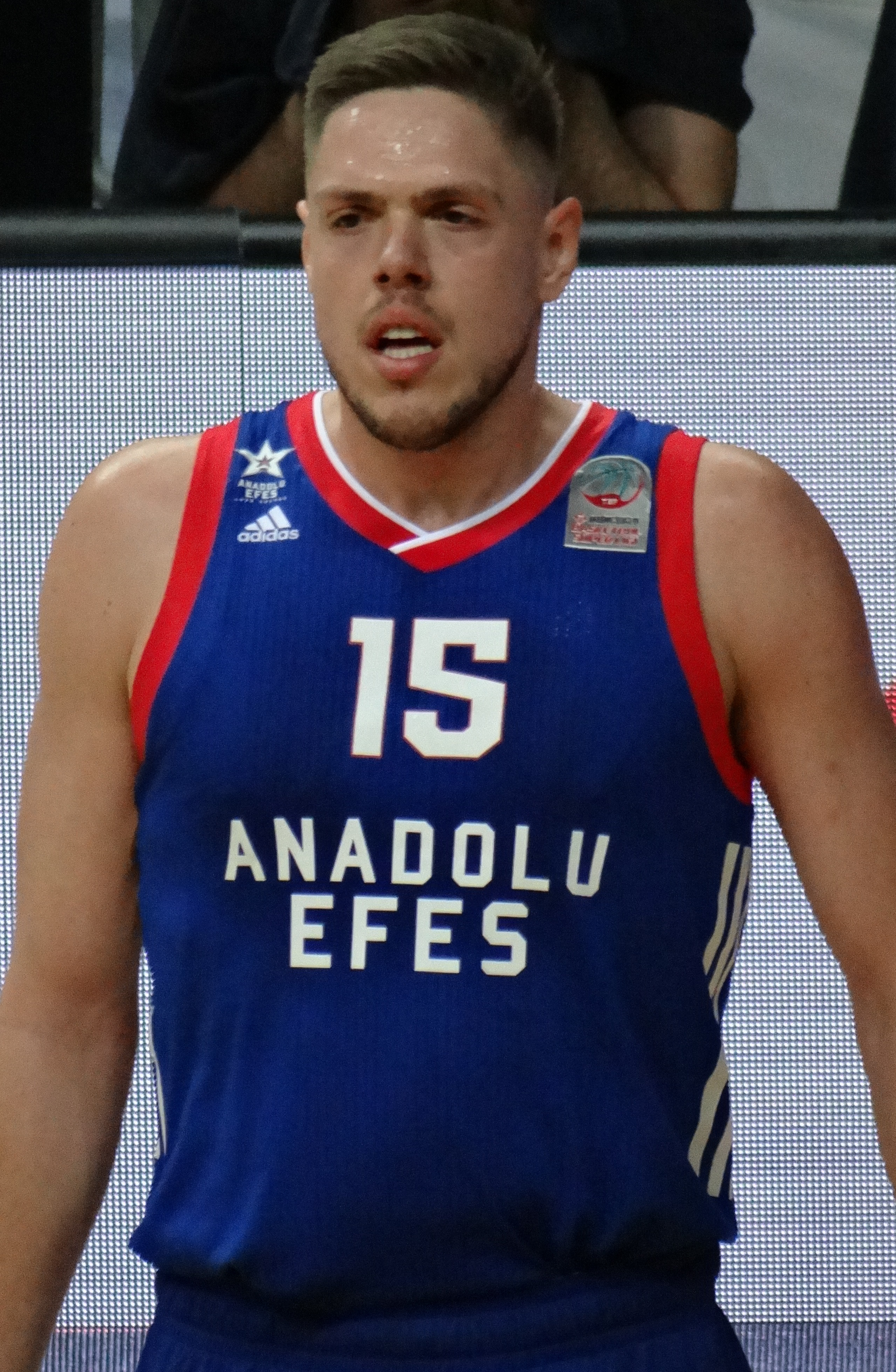
Vladimir Štimac

Vladimir Štimac, född 25 augusti 1987 i Belgrad, är en serbisk basketspelare. Han blev olympisk silvermedaljör i basket vid sommarspelen 2016 i Rio de Janeiro.